# Stade municipal d'Altamira
Le stade municipal d’Altamira (basque : Altamira estadioa) est une enceinte sportive située dans le quartier d’Altamira à Ordizia, dans la province du Guipuscoa, au Pays basque espagnol.

## Histoire et installations

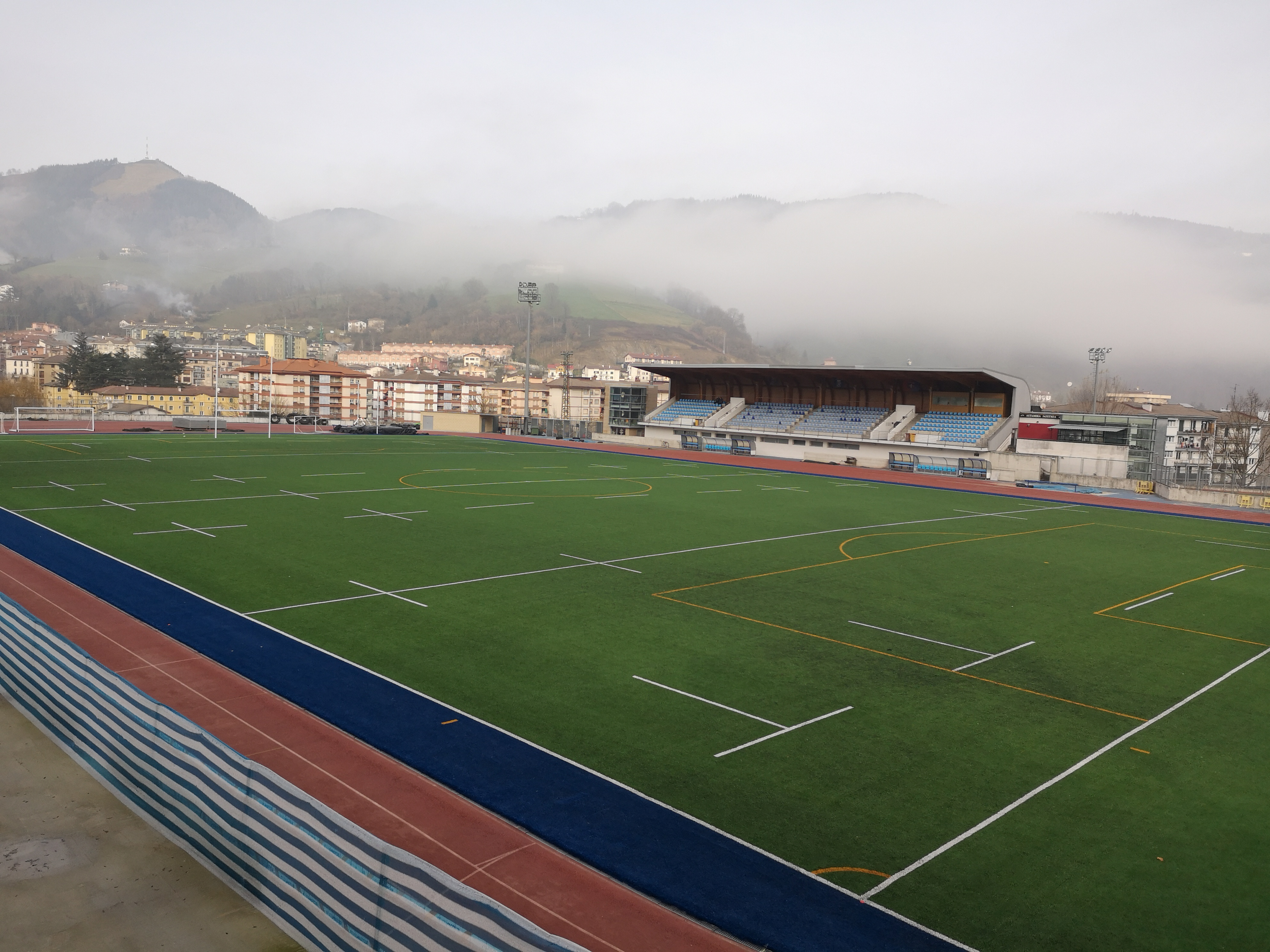
Vue du terrain depuis la piste d’athlétisme.

Construit en 1972, le stade dispose d’un terrain en gazon synthétique depuis 2019.
Une première rénovation en 2007 permet la construction d’une tribune couverte de 500 places. En 2019, une nouvelle phase de travaux porte la capacité totale à environ 2 000 spectateurs.
Il accueille des compétitions de rugby à XV, de football régional et des épreuves d’athlétisme, et héberge les équipes locales du Ordizia RE et du Ordizia KE (en).

## Clubs résidents
Depuis sa montée en División de Honor en 2009, le club de rugby Ordizia RE y dispute ses matchs à domicile.
Le club de football Ordizia KE (en), évoluant dans les divisions régionales basques (en) utilise également ce stade pour ses compétitions officielles.